# 孙纯
孙纯（1949年—），四川南充人，汉族，中华人民共和国政治人物、第十一届全国人民代表大会四川地区代表。
毕业于哈尔滨电工学院电缆专业，是中共党员。担任四川省南充市人大常委会副主任、南充炼油化工总厂厂长。2008年起担任全国人大代表。